# Выкуп за королеву
«Выкуп за королеву» (кит. 鱷潭群英會, англ. A Queen's Ransom) — гонконгский художественный фильм режиссёра Дин Шаньси, вышедший в 1976 году.

## Сюжет
Девушка из бара по имени Дженни сообщает полиции, что один из её клиентов, филиппинец, сказал, что убьёт Королеву Англии. Так как это происходит накануне визита Королевы в Гонконг, начальник детективного отдела Гао посылает своего человека расследовать это дело. Джордж из Северной Ирландии прибывает в Гонконг со своей девушкой, Чёрной Розой, с целью убить Королеву. Его помощник нанимает шесть убийц для этого дела. Филиппинец Чэнь среди них. Джордж поручает наёмникам разузнать места, где будет проходить Королева для того, чтобы они смогли осуществить свой план. Между тем, полиция получает известие о том, что большое количество золота будет перевезено контрабандой в Гонконг камбоджийцами. Когда полиция получает улики и успешно арестовывает шестерых наёмников, Джордж и его девушка скрываются. На самом деле, используя своего помощника, чтобы отвлечь внимание полиции, они уходят получать золото из Камбоджи. После нескольких перестрелок Джорджа арестовывают.

## В ролях
| Актёр          | Роль                              |
| -------------- | --------------------------------- |
| Джимми Ван Юй  | Джимми                            |
| Джордж Лэзенби | Морган                            |
| Тянь Ни        | Дженни                            |
| Чарльз Хён     | детектив Сяоцян                   |
| Джудит Браун   | Чёрная Роза                       |
| Чён Пхуйсань   | Миямото                           |
| Анждела Мао    | Мария                             |
| Кэ Цзюньсюн    | начальник детективного отдела Гао |

## Съёмочная группа
- Компания: Golden Harvest
- Продюсер: Рэймонд Чоу
- Режиссёр и сценарист: Дин Шаньси[кит.]
- Ассистент режиссёра: Дин Сэк[кит.], Ку Ва
- Постановка боевых сцен: Лу Цунь
- Монтаж: Питер Чён
- Оператор: Чань Чхинкхёй
- Композитор: Чау Фуклён